# Riaba
Riaba (antigament Concepción) és una població situada a l'illa de Bioko (antiga Fernando Poo) a Guinea Equatorial, pertanyent a la província de Bioko Sud. La seva població aproximada (2005) és de 1.071 habitants.
És situada a la costa sud-est de l'illa, en una badia anomenada de la Concepción a l'època colonial espanyola. Actualment és la capital del Districte de Riaba.

## Història
A principis del segle xvi, concretament en 1507, el portuguès Ramos de Esquivel va realitzar un primer intent de colonització a l'illa de Fernando Poo. Va establir una factoria a l'actual Riaba i va desenvolupar les plantacions de canya de sucre, però l'hostilitat del poble insular bubi i les malalties van posar fi ràpidament a aquesta experiència.
Després de l'arribada en 1778 de l'expedició realitzada per Joaquín Primo de Rivera i el Brigadier Comte d'Argelejos, l'emplaçament va ser fundat en 1779 amb el nom de Concepción pel tinent de fragata Guillermo Carboner. En 1821, el capità britànic Nelly refundà l'establiment, anomenant-lo Melville Bay.